# Maria Cebotari
Maria Cebotari (eredeti nevén Maria Cibotaru) (Chișinău, Besszarábia, 1910. február 10. – Bécs, 1949. június 9.) román származású opera-énekesnő (szoprán).

## Életpályája

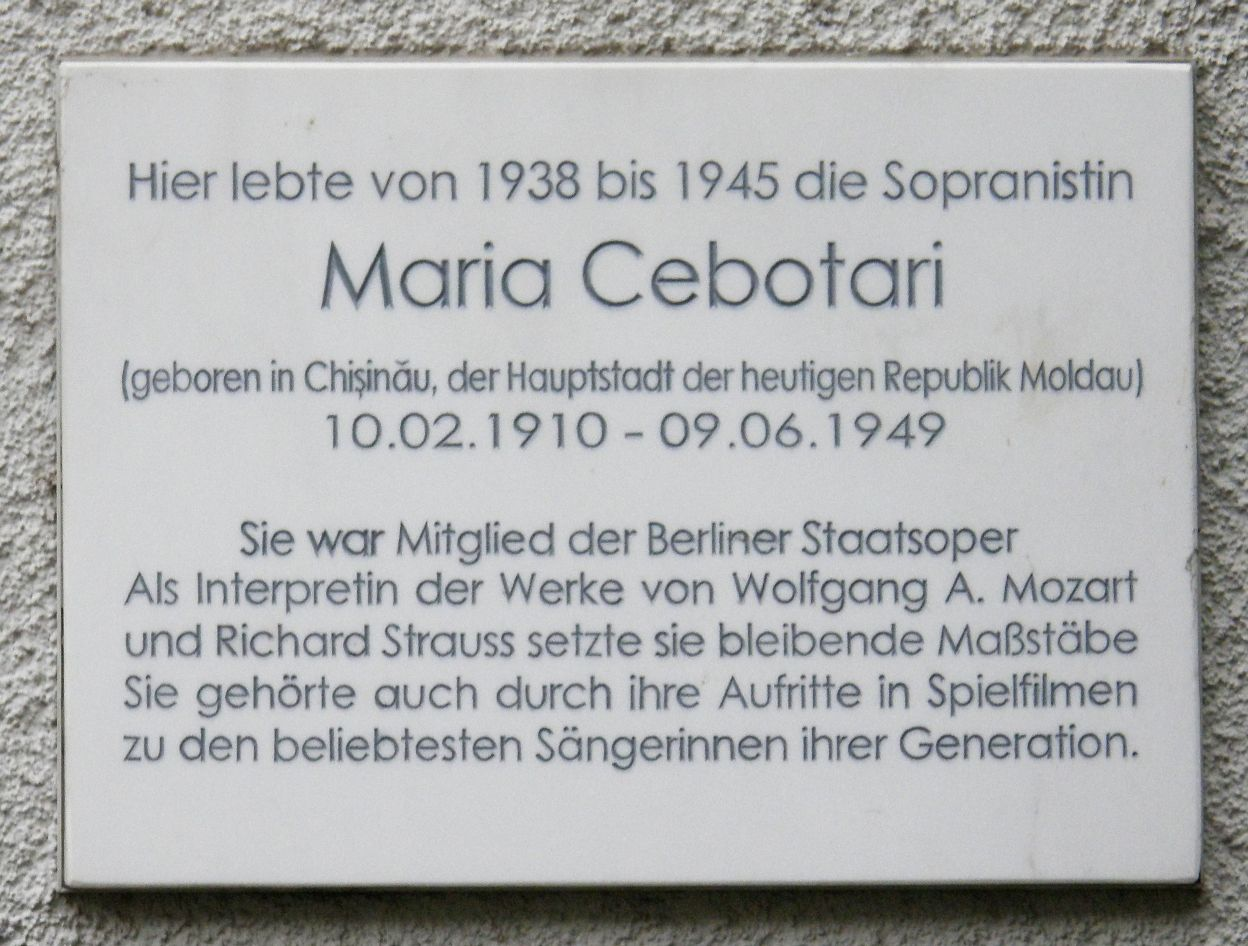
Egykori lakhelyét jelző tábla Berlinben

Születési helye miatt főleg Moldovában moldáv nemzetiségűnek tartják. De Cebotari nyíltan kijelentette, hogy ő román.
Már gyermekként templomi kórusban énekelt. 1924 és 1929 között szülővárosa Unirea Konzervatóriumában tanult énekelni. Az akkor orosz fennhatóság alatt álló Kisinyovba látogató moszkvai Művész Színház utazó tagozata alkalmazta a két nyelven jól beszélő lányt, velük hagyta el a várost. Hamarosan a csoportot vezető Alekszandr Virubov felesége lett. Hosszabb időt töltöttek el Párizsban, majd Berlinbe mentek, ahol Oskar Daniel tanította három hónapig énekelni Cebotarit. Ezt követően szerződtette Fritz Busch a még csak 21 éves művésznőt a drezdai Semperoperhez. Itt debütált 1931. március 15-én Puccini Bohéméletének Mimijeként. Még ebben az évben bemutatkozott a Salzburgi Ünnepi Játékokon, ahol haláláig visszajáró művész volt. 1934-ben, mindössze 24 évesen megkapta a kamara-énekesnői címet. 1935–1943 között a Berlini Állami Opera primadonnája is volt. 1938-ban elvált az alkohol- és játékfüggőségben szenvedő Virubovtól, és Gustav Dießl színésszel kötött házasságot. 1943-ban, lakásuk bombatalálata után elhagyta Berlint és a Bécsi Állami Operaházban folytatta pályáját, ahol 1947-ben tag lett. A következő évben meghalt Dießl, Cebotari egyedül nevelte tovább közös gyermekeiket.
1930-tól szerepelt filmekben, főként zenés produkciókban, de prózai szerepeket is alakított.

### Halála
1949 elején súlyos fájdalmat érzett a Figaro házassága előadása közben a La Scalában. Panaszait az orvosok eleinte nem vették komolyan, azonban 1949. március 31-én előadás közben elvágódott a bécsi Staatsoper színpadán. 1949. április 4-i műtétje során megállapították, hogy máj- és hasnyálmirigyrákja van. 1949. június 9-én hunyt el az osztrák fővárosban. Második férjével közös sírban nyugszik a döblingi temetőben. Gyermekeit 1954-ben örökbe fogadta a brit zongoraművész, Sir Clifford Curzon.

## Munkássága
Vendégfellépései során szinte egész Európát bejárta. Nemcsak nagy tehetségű énekesnő, Gigli partnere volt, de tehetséges színésznő is. 1942-ben a Carmine Gallone rendezte Odessza lángokban című filmmel érte el a legnagyobb sikerét.

## Szerepei
- Bizet: Carmen – címszerep; Micaela
- Csajkovszkij: Jevgenyij Anyegin – Tatyjana
- Gottfried von Einem: Danton halála – Lucille
- Gluck: Orfeusz és Euridiké – Eurüdiké
- Frank Martin: A bájital – Izolda
- Massenet: Manon – címszerep
- Millöcker: A koldusdiák – Laura
- Mozart: Szöktetés a szerájból – Konstanze
- Mozart: Figaro házassága – Almaviva grófné; Susanna
- Mozart: Don Giovanni — Donna Anna; Zerlina
- Mozart: A varázsfuvola — Pamina
- Nicolai: A windsori víg nők – Fluthné
- Offenbach: Hoffmann meséi – Olympia; Antonia; Giulietta; Stella
- Puccini: Bohémélet – Mimi
- Puccini: Pillangókisasszony — Csocsoszán
- Puccini: Turandot – címszerep
- Othmar Schoeck: A Durande kastély – Gabriele
- Smetana: Az eladott menyasszony — Mařenka
- Ifj. Johann Strauss: A cigánybáró — Szaffi
- Richard Strauss: Salome — címszerep
- Richard Strauss: A rózsalovag – Sophie
- Richard Strauss: Arabella – címszerep
- Richard Strauss: A hallgatag asszony – Aminta
- Richard Strauss: Daphne – címszerep
- Richard Strauss: Capriccio — A grófné
- Sutermeister: Rómeó és Júlia – Júlia
- Verdi: Rigoletto – Gilda
- Verdi: Traviata – Violetta Valery

## Filmjei
- Troika (19330)
- Lányok fehérben (Mädchen in Weiß) (1936)
- Erős szívek (Starke Herzen) (1937)
- Drei Frauen um Verdi (1938)
- Pillangókisasszony (Il sogno di Butterfly) (1939)
- Melodie der Liebe (1940)
- Odessza lángokban (1942)
- Maria Malibran (1943)

## Fordítás
- Ez a szócikk részben vagy egészben  a   Maria Cebotari című angol Wikipédia-szócikk ezen változatának fordításán alapul.  Az eredeti cikk szerkesztőit annak laptörténete sorolja fel. Ez a jelzés csupán a megfogalmazás eredetét és a szerzői jogokat jelzi, nem szolgál a cikkben szereplő információk forrásmegjelöléseként.